# .30-06 Springfield
Die Patrone .30-06 Springfield (Dezimalkaliber 7,62 × 63 mm) wurde 1906 als Standardmunition für Gewehre bei der US Army eingeführt. Sie ging aus der 1903 für das neue Infanteriegewehr Springfield M1903 entwickelten .30-03 hervor, das ab 1903 die alte Ordonnanzwaffe Krag-Jørgensen Modell M1898 ablöste. Man übernahm zuerst das Rundkopf-Geschoss der alten Munition .30 Krag, verwendete aber eine randlose Hülse mit verlängertem Pulverraum. Im Jahr 1906 wurde die Zentralfeuerpatrone zur .30-06 in der heutigen Form weiterentwickelt. Den Erkenntnissen anderer Staaten folgend, wurde sie mit einem Spitzgeschoss versehen und seitdem bei den amerikanischen Streitkräften als .30 Caliber Ball M1906 (.30-06 Sprg. M1) geführt. Während des Zweiten Weltkrieges wurde die Ballistik weiter verbessert (Version M2).

## Bezeichnung
Im deutschen Nationalen Waffenregister (NWR) wird die Patrone unter Katalognummer 62 unter folgenden Bezeichnungen geführt (gebräuchliche Bezeichnungen in Fettdruck)

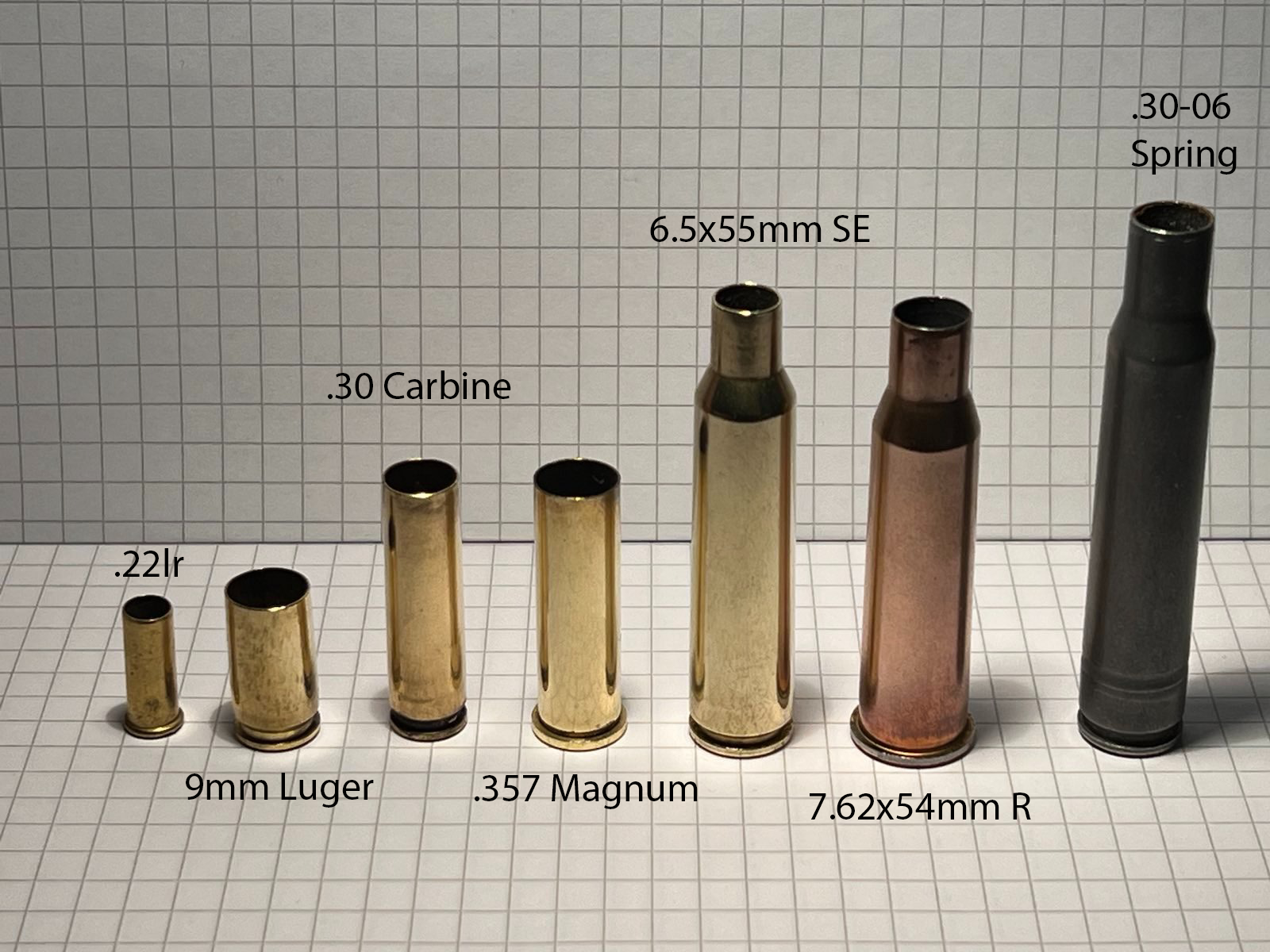
.30-06 Springfield Hülse im Vergleich mit Hülsen anderer Kaliber

- .30-06 Spring (Hauptbezeichnung)
- .30 Browning
- .30 Springfield
- .30 U.S. Modell 1906
- .30-06
- .30-06 Spr
- .30-200-06
- 7,62 Largo
- 7,62 mm long
- 7,62 mm Model 1949
- 7,62 x 63 mm
- 7,62 x 63 US

## Militärische Waffen
- Mehrladegewehr .30 Calibre US Rifle Model of 1903 (Springfield)
- Mehrladegewehr .30 Calibre US Rifle Model of 1917
- Maschinengewehr Browning Automatic Rifle M1918 (BAR)
- Maschinengewehr M1919 Browning Machine Gun
- Selbstladegewehr .30 Calibre US Rifle M1 Garand

## Jagd

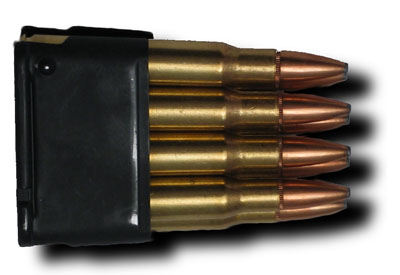
Der enbloc clip eines M1 Garand

Das Kaliber .30-06 findet in der Jagd ein weites Einsatzgebiet und wird entsprechend häufig verwendet. Die Patrone eignet sich für alles in Deutschland vorkommende Schalenwild.

Die Ballistik zeigt je nach Ladung und Geschoss eine günstigste Einschießentfernung (GEE) von ca. 175 bis 200 m und deckt damit den Entfernungsbereich für die Ansitzjagd komplett ab. Die .30-06 Springfield ist eine bekannte Patrone bei Jägern, was auch in der Waffenherstellung berücksichtigt wird: Etliche neuentwickelte Jagd-Langwaffen werden auch in diesem Kaliber angeboten.

## Trivia
Neben der großen Verwendungsbandbreite ist die .30-06 auch wegen ihres moderaten Rückstoßes (bei Lauflängen > 60 cm) sehr beliebt. Die vergleichsweise langsame Geschossgeschwindigkeit schont die Waffenläufe und führt bei der Jagd zu weniger Wildbretverlusten durch zerstörtes Gewebe und Hämatome, ohne an tierschutzgerechter Tötungswirkung zu verlieren. Es steht eine sehr große Anzahl unterschiedlichster Geschosse zur Verfügung, da auch Geschosse für die verbreitetste Patrone 7,62 × 51 mm NATO verwendet werden können. Die Hülse lässt sich problemlos wiederladen und gilt in dieser Hinsicht als „gutmütig“. Die Patrone ist überall auf der Welt verbreitet, so dass keine Versorgungsprobleme bei Munitionsmangel auftreten.
Auf Spitzbergen werden Repetierwaffen im Kaliber .30-06 auch als Selbstschutzwaffen mit ausreichender Wirkung gegen Eisbären eingesetzt.